# سرحد (فیلم ۱۳۷۵)
سرحد فیلمی به کارگردانی و نویسندگی اکبر صادقی محصول سال ۱۳۷۵ است. از این فیلم یک مجموعه تلویزیونی نیز تهیه و با نام زائر غریب از شبکه اول سیمای جمهوری اسلامی ایران پخش شد.

## خلاصه داستان
قاچاقچیان خارجی و ایرانی یک محموله بزرگ قاچاق را در زاهدان مخفی کرده‌اند و منتظر فرصت مناسبی هستند تا آن را به خراسان حمل کنند…

## بازیگران
- گرشا رئوفی
- حسین ملاقاسمی
- نعمت‌اله گرجی
- مرتضی احمدی
- حسن رضیانی
- سروش خلیلی
- روح‌اله مفیدی
- داوود اسدی
- محمدمهدی مهدیزاده
- فرخ‌لقا هوشمند
- مهری مهرنیا
- مهری ودادیان
- شهره فهیمی
- ایزده اشتهاردی
- مهرناز فاطمی
- محمد سیف‌الهی
- رحیم نائمی
- صفر کشکولی
- شهرام مرندی
- سیدکاظم هاشم‌آبادی
- هیبت زرگری پور
- اکبر اصغرنیام
- لیلا دادخواه
- اکبر وارث
- فریده هنرمند
- صابر هنرمند
- شاپور بخشایی
- امیر گرگیج
- پرویز شاهسوندی
- جهان مهر
- علی سیم بری
- محمد نظرزاده
- نظیر ریگی